# 용주골
용주골은 대한민국 경기도 파주시에 위치한 환락가이다. 용주골은 한국 전쟁 때에 가까운 미군 부대에 주둔하는 미국 육군을 대상으로 영업하는 마을로 시작되었으며, 미군이 지불하는 돈이 마을의 유일한 재원이었다. 캠프 로스가 용주골의 바로 남쪽에 있었으며 서울과 마을을 사이에 위치해 있었다. 전후 포로 송환이 끝난 후에도, 1955년까지 이 지역에 법과 질서를 유지하기 위해서 제24헌병대(아마 미군 제24보병사단의 헌병대)가 용주골의 다른 한미연합군사령부의 헌병와 함께 작전을 수행했다. 1966년, 용주골의 근처에 미군 제2보병사단을 위한 박물관이 조지아주의 포트 베닝에서 이전하여 개설되었지만, 박물관은 5년 후에 캠프 케이시로 옮겨갔다. 1980년, 미군병사 프레디 그랜트(Freddie Grant)가 용주골의 나이트클럽 밖에서 다른 미군 병사에게 면도기로 칼로 상처를 내 아메리카 합중국 교화대에 투옥되기도 하였다. 한국에서 성매매에 종사하는 것은 위법이지만, 성매매 종사자들은 용주골의 안마시술소, 가라오케 바 및 키스방에서 성매매에 계속해서 종사하고 있다. 2006년에, 대한민국 여성가족부 장관 장하진은 용주골을 성매매의 심장이라고 불렀다. 인기만화 용주골은 이 지역의 매춘을 미화하고 있다. 원래 용주골은 두마리의 용이 여의주를 물고 하늘로 올라갔다고해서 용주골인데, 소위 말하는 환락가는 용주골이 아니라 대추벌이란 곳이다. 대추나무가 많이 있다고 해서 대추벌인데, 용주골하고는 지역적으로 약간 다르다.